# 아암도
아암도(兒岩島)는 인천광역시 연수구에 있었던 1800평 가량의 면적을 지녔던 섬이다. 현재는 1980년대 말에 송도해안도로 매립공사로 육지화되었고, 아암도 해안공원으로 단장되어 있다. 송도유원지 근처에 있다.

## 같이 보기
- 송도유원지

## 사진
- 아암도의 모습
- 아암도와 다리
- 아암도의 현재 모습